# Фрундсберг, Георг фон
Георг фон Фрундсберг (нем. Georg von Frundsberg; 24 сентября 1473, Миндельхайм — 20 августа 1528, там же) — предводитель германских ландскнехтов на службе у испанского короля и императора Священной Римской империи Карла V. Один из известнейших предводителей этих наёмников, получивший прозвище Отец ландскнехтов.

## Биография
Фон Фрундсберг родился в семье Ульриха фон Фрунсберга и его жены Барбары фон Рехберг в Миндельхайме. Он происходил из линии древнего тирольского рыцарского рода Фройндсбергов, представители которой поселились в Верхней Швабии.
Георг фон Фрундсберг служил германскому императору Максимилиану I.
Воевал против швейцарцев во время Швабской войны, а также служил одно время в войсках герцога Милана Лодовико Сфорца, когда тот боролся против французских войск Людовика XII.
Находясь на службе у Максимилиана он воевал против Курпфальцских правителей Филиппа и Рупрехта за обладание останками распавшегося графства Бавария-Ландсхут. Слава пришла к Фрундсбергу после битвы при Регенсбурге (в ходе войны за Ландшутское наследство). Максимилиан произвел фон Фрундсберга в рыцари. Позже Фрундсберг воевал также в Нидерландах на стороне империи.
Будучи убежденным в необходимости развития национальной пехоты, Фрундсберг активно помогал Максимилиану в организации войска ландскнехтов. Через год он стал предводителем войска ландскнехтов в Южной Германии.
Последующие годы фон Фрундсберга были посвящены Итальянским войнам, в ходе которых он служил на стороне империи Габсбургов. В 1509 году он стал Верховным Капитаном оккупационных сил ландскнехтов и участвовал в Камбрейской войне и стяжал славу для себя и своих людей, мужественно защищая Верону от венецианских атак.
После короткого визита в Германские земли, в 1513 году он вернулся на Апеннины, где вновь начал борьбу против Венеции и Франции.
После заключения мира он вернулся в Германию, где участвовал в войне Швабской лиги, которая начала борьбу против Ульриха, герцога Вюртембергского. Вюртембергское герцогство в 1519 году было отобрано у Ульриха и передано императору Священной Римской империи.
В 1521 году во время обсуждения Вормсского эдикта Фрундсберг выступил в поддержку Мартина Лютера.
Фрундсберг принимал участие в Четвертой итальянской войне против французов, помогал вести имперскую армию в Пикардию. Когда король Франциск прибыл к месту сражения с войском около 40 тысяч человек, Карл V поступил мудро, выведя армию из Пикардии, тем самым сохранив её. Фрундсберг назвал этот вывод войск «самой большой удачей и наиболее целесообразной мерой во время войны».
После французской кампании 1522 года в Италии Фрундсберг отстранился от командования ландскнехтами и вернулся к командованию отрядом из 6000 человек на юге Италии. 27 апреля 1522 года Фрундсберг принимал участие на стороне войск империи в сражении при Бикокке около Милана. Вместе с Фрундсбергом на фланге находилась швейцарская пехота. В этой битве император одержал победу, после которой большая часть Италии перешла под контроль Испании.
В 1525 году снова в качестве Верховного Капитана собрал большое войско и снова двинулся в Италию, чтобы облегчить положение Павии и спасти имперское Миланское герцогство. Наиболее значимой битвой этого периода стала битва при Павии, в которой одним из командующих был Фрундсберг.
Годом спустя началась Война Коньякской лиги, во время которой Фрундсберг получил призыв о помощи от имперской армии в Ломбардии. Он получил 36 тысяч германских талеров на организацию новой армии, хотя этих средств было явно недостаточно. Он тратил все средства на обеспечение армии: занимал деньги, продавал своё серебро, драгоценности собственной жены. За 3 недели Фрундсберг собрал 12 тысяч человек и в середине ноября 1526 года он пересек Альпы. У Пьяченцы он соединился с испанским войском Шарля Бурбона и двинулся на Рим.
Вскоре однако дисциплина и строй испано-имперских войск был сломлен: за долгие месяцы итальянской кампании войско ни разу не вступило в серьёзное сражение, кроме того испанская казна была опустошена и кончалось жалование ландскнехтов. Долгое время именно Фрундсбергу удавалось сдерживать дисциплину германцев, но время исправило и это. Не в силах ничего сделать со своими ландскнехтами, Фрундсберг перенес инсульт и тяжело заболел. Лекари долго боролись за здоровье Фрундсберга, после чего он был перевезен в Германию.
Разграбление Рима, потеря контроля над своими «любимыми сыновьями»-ландскнехтами, потеря своего состояния и гибель одного из сыновей — всего этого Фрундсберг пережить не смог. Он скончался 20 августа 1528 года в родном Миндельхайме. Он был выдающимся рыцарем и преданным слугой империи.
Сын Георга Каспар Фрундсберг (1500—1536) и внук Георг (ум. в 1586) также находились на службе у империи, но со смертью Георга Фрундсберга-внука род прервался.

## В искусстве
- Фон Фрундсберг один из действующих лиц фильма «Великий Медичи: рыцарь войны».
- один из центральных персонажей романа «Солдат императора» Клима Жукова и Екатерины Антоненко.

## Память
Георг Фрундсберг был известен как доблестный солдат, был почитаем во времена господства нацистского режима в Германии. В честь него была названа 10-я танковая дивизия СС «Фрундсберг».